# 若昂·杰拉尔多·库尔曼
若昂·杰拉尔多·库尔曼（葡萄牙語：João Geraldo Kuhlmann，1882年—1958年）为巴西植物学家。他是被子植物分類學的專家，也是植物標本收藏家。1960年，库尔曼植物博物館開幕，展出其藏品，後來併入里約熱內盧植物園于1991年9月20日開幕的植物博物館。